# 中華民國駐日代表團
中華民國駐日代表團，最早名為盟國對日委員會中國代表團，為1946年成立之中華民國政府派駐日本的外交代表團。屬於盟國管制日本委員會體系的該代表團，負責協助美國與盟軍佔領日本總司令部兩單位之中國駐日軍事與外交事務，後使用中國駐日代表團之名至1948年。該代表團設置團長、副團長、僑務處、第一組至第四組，與專門委員等機關職務。1947年4月19日－1949年3月5日之團長為商震，1949年3月6日之後由朱世明擔任。
1953年，在中華民國與日本簽訂和約後，該代表團現址、成員、功能等由稍後成立的駐日本大使館所併，而駐日代表團隨之裁撤。該委員會之前後團長－商震與朱世明與多位代表團成員，都在第二次国共内战爆發後，選擇留滯日本。